# 로모노솝스키 프로스펙트역
로모노솝스키 프로스펙트 역(러시아어: Ломоносовский проспект)은 모스크바 지하철 칼리닌스코 솔른쳅스카야 선의 역이다. 2017년 3월 16일에 개장했다.

## 지리
로모노솝스키 프로스펙트 역은 로모노솝스카야 교차로 북동쪽 구석에 있는 미추린 도로를 따라 위치한다.

## 디자인
로모노솝스키 프로스펙트 역은 작가 팀이 설계한 전형적인 프로젝트를 바탕으로 만들어졌다.
역은 12m 넓이의 1면 2선의 섬식 승강장 구조로 되어 있고 플랫폼에는 소형 기둥들이 있다. 천장과 벽 그리고 끝까지 이어지는 기둥에는 보드가 채워져 있고 광택이 잘 되는 금속 패널이 있으며 벽의 일부는 회색으로 되어 있다. 같은 음조의 돌과 이 역은 배경색과 주제 지향적인 유리 패널 그림으로 구분되어 있는데, 이 그림들은 특정 벽과 플랫폼 기둥의 경계에서 다른 기둥으로 전달된다. 파란 배경이 나타내는 의미는 "과학적인 교차점"과 "대학과의 정확한 연결"을 나타낸다. 사용된 숫자는 피보나치 숫자이다.

## 같이 보기
- (러시아어) news.metro.ru 보관됨 2014-06-18 - 웨이백 머신
- (러시아어) mosmetro.ru